# Yambaramerus itoi
Yambaramerus itoi är en kvalsterart som beskrevs av Aoki 1996. Yambaramerus itoi ingår i släktet Yambaramerus och familjen Amerobelbidae. Inga underarter finns listade i Catalogue of Life.